# Willem Frederik Hermans

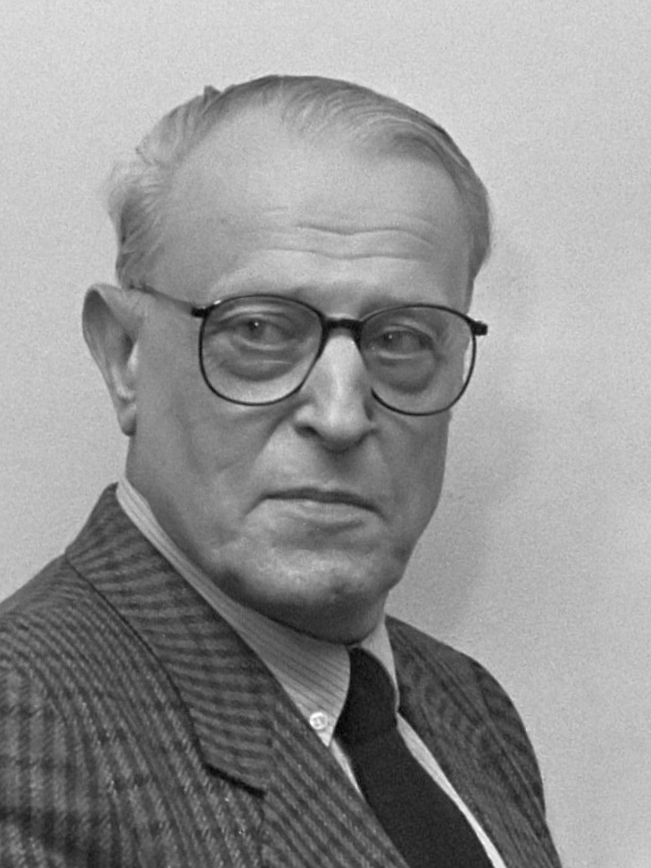
Willem Frederik Hermans (1986)

Willem Frederik Hermans (* 1. September 1921 in Amsterdam; † 27. April 1995 in Utrecht) war ein niederländischer Schriftsteller. Er schrieb ab 1973 aus Paris Kolumnen unter dem Pseudonym Age Bijkaart.

## Leben und Schaffen
Während seiner Kindheit hatte Willem Frederik Hermans ein schwieriges Verhältnis zu seinen Eltern und insbesondere zu seiner älteren Schwester Corry, in deren Schatten er stand. Als diese 1940 Selbstmord beging, veränderte dies sein Weltbild und er nahm in einigen seiner späteren Werke darauf Bezug (Ich habe immer Recht und Herinneringen van een Engelbewaarder).
Auf Drängen seines Vaters begann er 1940 Sozialgeographie an der Universität von Amsterdam zu studieren. Ein Jahr später wechselte er in die Physische Geographie. Als er sich weigerte, die Loyalitätserklärung gegenüber den deutschen Besatzern abzulegen, musste er sein Studium beenden. Während des Zweiten Weltkrieges begann Hermans mit dem Schreiben.
Nach dem Zweiten Weltkrieg arbeitete Hermans bei verschiedenen literarischen Zeitschriften. Hier wurden auch Teile seiner ersten postexpressionistischen Romane veröffentlicht, die durch den an Camus erinnernden existenzialistischen Lebensekel und Nihilismus ihrer Antihelden für viel Aufsehen und Zeitschriftenboykotte sorgten.
Der Krieg und die deutsche Okkupation waren seine wichtigsten Themen, die er ohne die übliche Heroisierung des Widerstands und mit großer Skepsis behandelte. Exemplarische Erkenntnis- und Wissenschaftskritik sowie die unreflektierte Selbstbezogenheit oder aber übersteigerte permanente Selbstreflexion seiner ambivalenten, meist scheiternden Hauptfiguren kennzeichnen seine Werke.
Am 4. Juli 1950 heiratete er die Surinamerin Emmy Meurs, mit der er 1955 einen Sohn bekam. 1953 wurde er an die Reichsuniversität Groningen berufen, zunächst als Assistent, später als Lektor für physische Geographie. Am 6. Juli 1955 promovierte er. Besondere Aufmerksamkeit erregte er Ende der 1960er Jahre, als er den jüdischen Widerstandshelden Friedrich Weinreb in mehreren scharf formulierten Artikeln als Hochstapler bezeichnete. Laut eigener Aussage Hermans steckte er soviel Energie in diese Sache, dass dadurch das Schreiben mehrerer Romane verhindert wurde. 1973 verließ er die Universität Groningen nach zahlreichen Unstimmigkeiten und rechnete in späteren Werken  (z. B. Onder Professoren) mit ihr und der Stadt Groningen ab. Im gleichen Jahr ging er nach Paris ins Exil. 1977 wurde er mit dem Prijs der Nederlandse Letteren ausgezeichnet. Für Hermans war dies die bedeutendste Ehrung seiner Werke. 1990 wurde er zum Ehrendoktor der Universität Lüttich und der Universität von Pretoria ernannt.
Zu seinen Hobbys zählten vor allem das Fotografieren und die anschließende Filmentwicklung. Außerdem sammelte er alte Schreibmaschinen, die nach seinem Tod im Museum Scryption in Tilburg ausgestellt wurden. Er veröffentlichte zahlreiche Romane, Essays, Gedichte, Erzählungen und Dramen. Obwohl ihm zahllose Literaturpreise verliehen wurden, lehnte er diese meist ab. Einige seiner Werke gehören in den Niederlanden zur Schullektüre.
Zusammen mit Harry Mulisch und Gerard Reve gehört er zu den Großen Drei der niederländischen Nachkriegsliteratur.

## Auszeichnungen

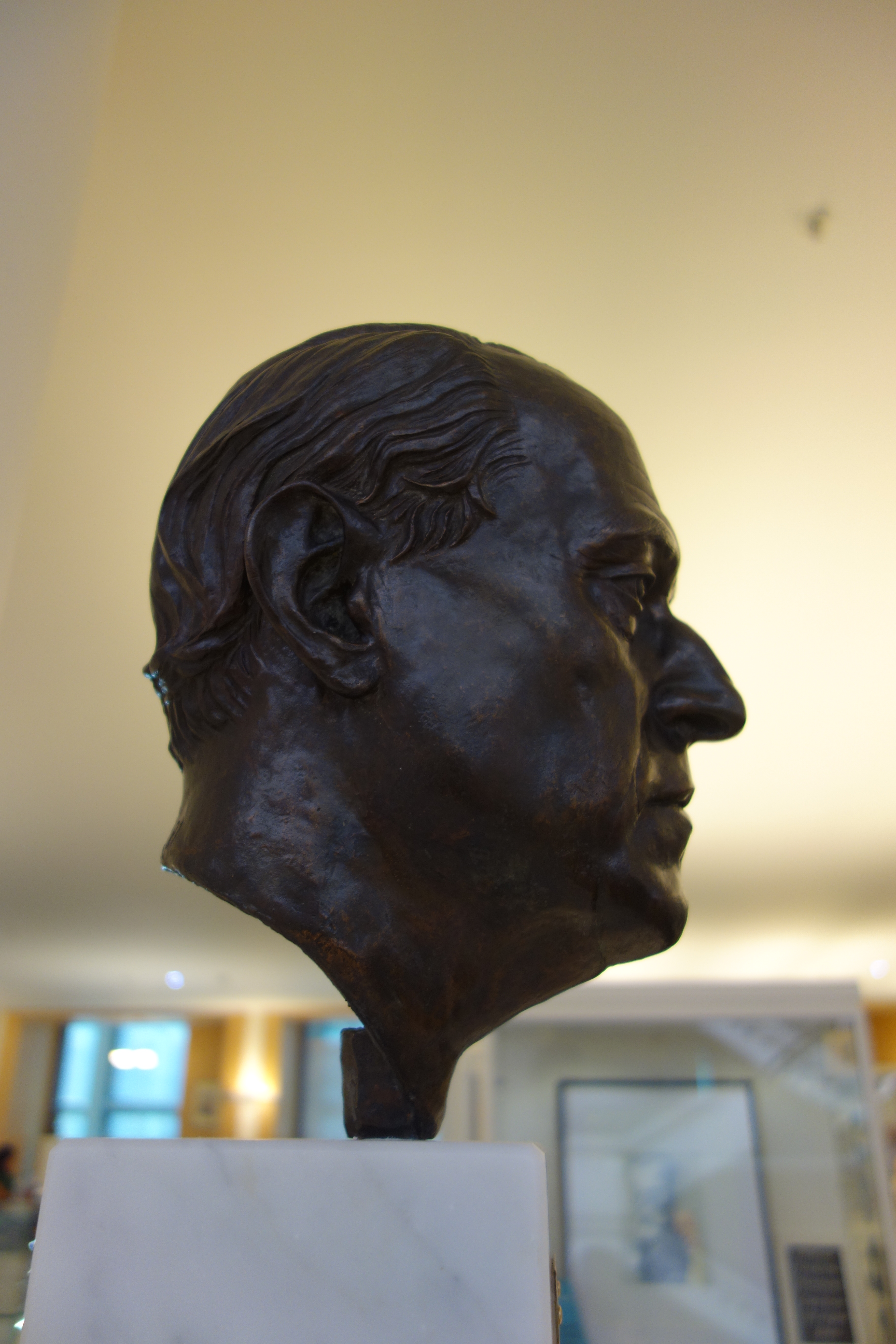
Büste (Öffentliche Bibliothek, Amsterdam)

Hermans war prinzipiell gegen Literaturpreise. Ihm wurden nur zwei Preise verliehen:
- 1949: Essaypreis der Gemeinde Amsterdam
- 1977: Prijs der Nederlandse Letteren (dt. Preis der niederländischen Literatur)

## Werke
Ab 2005 erschien eine Ausgabe sämtlicher Werke des Autors in 24 Sammelbände mit jeweils 800 bis 1000 Seiten. Der letzte Band erschien 2022.
- Romane (6 Teile), Erzählungen und Novellen (2 Teile), Gedichte (1 Teil), Theaterstücke und Szenen (1 Teil), Beschauliche Werke (7 Teile), Bildende / Visuelle Werke (1 Teil), Werke von anderen (1 Teil), Einzelwerke (4 Teile), Sonstige Werke (1 Teil)

### Sämtliche Werke (niederländisch)

#### Romane (Sämtliche Werke, Band 1 bis 6)
- 1947: Conserve
- 1949: De tranen der acacia’s[8][9]
- 1951: Ik heb altijd gelijk
- 1956: De God Denkbaar Denkbaar de God
- 1957: Drie melodrama’s
- 1958: De donkere kamer van Damokles[10]
- 1966: Nooit meer slapen[11]
- 1971: Herinneringen van een engelbewaarder. De wolk van niet weten
- 1973: Het Evangelie van O. Dapper Dapper
- 1975: Onder professoren
- 1981: Uit talloos veel miljoenen
- 1987: Een heilige van de horlogerie
- 1989: Au pair[12]
- 1994: Madelon in de mist van het schimmenrijk
- 1995: Ruisend gruis

#### Erzählbände und Novellen (Sämtliche Werke, Band 7)
- 1948: Moedwil en misverstand
- 1952: Het behouden huis[13]
- 1953: Paranoia
- 1957: Een landingspoging op Newfoundland en andere verhalen

#### Gedichtbände (Sämtliche Werke, Band 9)
- 1944: Kussen door een rag van woorden
- 1946: Horror Cœli en andere gedichten
- 1948: Hypnodrome
- 1968: Overgebleven gedichten

#### Beschauende Prosa (Sämtliche Werke, Band 11)
- 1964: Het sadistische universum 1
- 1968: Annum Veritatis
- 1969: De laatste resten tropisch Nederland
- 1970: Het sadistische universum 2. Van Wittgenstein tot Weinreb
- 1974: Machines in bikini
- 1976: Dinky Toys

#### Polemiken, Essays, Kolumnen und Rezensionen (Sämtliche Werke, Band 12–16)
(Sämtliche Werke, Band 12)
- 1977: Boze Brieven van Bijkaart
- 1979: Houten leeuwen en leeuwen van goud

(Sämtliche Werke, Band 13)
- 1979: Ik draag geen helm met vederbos
- 1983: Klaas kwam niet

(Sämtliche Werke, Band 14)
- 1985: De liefde tussen mens en kat
- 1985: Relikwieën en documenten
- 1986: Het boek der boeken, bij uitstek
- 1987: Mondelinge mededelingen
- 1988: Door gevaarlijke gekken omringd

(Sämtliche Werke, Band 15)
- 1989: De schrijfmachine mijmert gekkepraat
- 1990: Wittgenstein
- 1991: Gitaarvissen en banjoklokken
- 1994: Malle Hugo. Vermaningen en beschouwingen

(Sämtliche Werke, Band 16)
- 1964: Mandarijnen op zwavelzuur
- 1983: Mandarijnen op zwavelzuur. Supplement

### Werke (deutsche Übersetzungen)
- Die Tränen der Akazien.[14] Roman. Melzer, Darmstadt 1968; Aufbau Taschenbuch, Berlin 2007, ISBN 978-3-7466-2254-5.[15]
- Nie mehr schlafen. Roman. Wunderlich, Tübingen 1982; Aufbau Taschenbuch, Berlin 2011, ISBN 978-3-7466-2749-6.
- Unter Professoren. Roman. Diogenes, Zürich 1986, ISBN 3-257-01722-7.
- Die Dunkelkammer des Damokles. Roman. Kiepenheuer, Leipzig 2001; Aufbau Taschenbuch, Berlin 2003, ISBN 3-7466-1940-8.
- Au pair. Roman. Kiepenheuer, Leipzig 2003; Aufbau Taschenbuch, Berlin 2005, ISBN 3-7466-2142-9.
- Das heile Haus. Novelle. Mit einem Nachwort von Cees Nooteboom. Aufbau, Berlin 2011, ISBN 978-3-351-03365-1.